# Studieren Ohne Grenzen
Etudes Sans Frontières – Studieren Ohne Grenzen Deutschland e. V. ist der Name der 2006 in Tübingen und Konstanz gegründeten deutschsprachigen Sektion der französischen Organisation Études Sans Frontières. Ziel des gemeinnützigen Vereins ist es, ausgewählte Studierende aus Kriegs- und Krisenregionen zu fördern, damit diese somit qualifiziert werden, ein eigenes Entwicklungsprojekt in ihrer Heimat umzusetzen. Studieren Ohne Grenzen fördert motivierte Studierende, mit der Überzeugung, dass gerade gut ausgebildete junge Menschen eine tragende Rolle bei dem Wiederaufbau ihrer Heimat spielen können. Als weitere Aufgabe hat sich der Verein gesetzt, die Öffentlichkeit über die Situation der Menschen in den Zielregionen zu informieren. Darüber hinaus ist die Arbeit von Studieren Ohne Grenzen eine Arbeit von Studierenden für Studierende mit dem Bestreben des kulturellen Austausches über die Grenzen hinweg. Als Plattform für zivilgesellschaftliches Engagement sollen die Mitglieder wertvolle Erfahrung für ihre Zukunft sammeln und ihr eigenes Potential entfalten und weiterentwickeln.

## Grundsätze
In der Absicht, respektvollen Austausch und solidarische Unterstützung über Landes- und
kulturelle Grenzen hinaus zu fördern und einen Beitrag zur selbständigen, friedlichen und nachhaltigen Entwicklung in Staaten
und Regionen zu leisten, die stark von Krieg oder seinen Folgen betroffen sind, unterstützt der Verein bedürftige Jugendliche und Studenten aus diesen betroffenen Regionen, um ihnen einen Zugang zu höherer Bildung zu ermöglichen. Ziel ist dabei auch, zur Sensibilisierung der Öffentlichkeit für die Schwierigkeiten in den betroffenen Staaten und Regionen beizutragen. Sowohl die innere Struktur des Vereins als auch seine Aktivitäten betreffend, ist jegliche negative Diskriminierung aufgrund von Herkunft, Hautfarbe, Geschlecht, Religion, sexueller Orientierung, Alter oder Studienfach auszuschließen. Der Verein selbst bekennt sich zu keiner religiösen oder ideologischen Anschauung.

## Geschichte des Vereins
Am 29. Oktober 2006 gründeten Konstanzer und Tübinger Studierende auf Initiative des Politologiestudenten Felix Weth den Verein. Der Verein ist ein Ableger der französischen Organisation Etudes Sans Frontières, die seit 2003 tschetschenischen Studenten ein Studium in Frankreich ermöglicht mit mittlerweile 21 geförderten tschetschenischen Studierenden. Stand zu Beginn die Mitgliedergewinnung und der Aufbau der Arbeitsgruppen im Vordergrund, so wurde bald darauf mit der eigentlichen Vereinsarbeit begonnen.
Das Tschetschenien-Projekt fußt auf der Erfahrung von Etudes Sans Frontières in Frankreich. Die Vorbereitungen benötigten eineinhalb Jahre, um tschetschenischen Studierenden in Tübingen und Konstanz ein komplettes Studium zu ermöglichen. Im April 2008 traf der erste tschetschenische Stipendiat in Konstanz ein, seitdem wurden vier tschetschenische Stipendiaten gefördert.
Das Kongo-Projekt unterstützt seit September 2007 kongolesische Stipendiaten an der Universität Kindu im Osten der DR Kongo. Aktuell werden 25 Stipendiaten gefördert. Seit 2010 ist Studieren Ohne Grenzen auch im kongolesischen Mweso aktiv. Derzeit werden 64 Stipendiaten gefördert.
Neben diesen Projekten erreichte der Verein einen schnellen Zuwachs an Mitgliedern, zumeist Studierende unterschiedlicher Fachrichtungen, und ist mittlerweile in mehr als einem Dutzend Hochschulorten in Deutschland aktiv.

## Auszeichnungen
Studieren Ohne Grenzen ist offizielles Projekt 2009/2010 der Weltdekade „Bildung für eine nachhaltige Entwicklung“ der Vereinten Nationen. Darüber hinaus ist Studieren Ohne Grenzen eines der Gewinnerprojekte der Kampagne „Sei ein Futurist“ des Drogerie-Unternehmens DM in Zusammenarbeit mit der Deutschen UNESCO-Kommission und ist im Jahr 2010 mit der Wanderausstellung „Studieren im Krieg. Wenn Zukunft warten muss.“ ein Ort im Land der Ideen. Die studentische Initiative wurde darüber hinaus im Juli 2010 im Rahmen des Benefiz-Wettbewerbs 1Goal, der unter anderem von Hillary Clinton und UN-Generalsekretär Ban Ki-moon sowie diversen internationalen Fußballspielern und Stars unterstützt wird, ausgezeichnet. Am 25. Oktober 2010 erhielt Studieren Ohne Grenzen den Preis des Deutschen Studentenwerks „Studierende für Studierende“ für soziales Engagement 2009/2010 in Berlin verliehen und im Mai 2011 wurde das Projekt in der kongolesischen Stadt Mweso mit dem CharityStar ausgezeichnet. Ausgewählt aus 80 Projekten gehört Studieren Ohne Grenzen zu den drei Gewinnern, die 2013 durch PEP, ein Programm von Ashoka Deutschland, beraten und finanziell gefördert werden. Des Weiteren wurde Studieren Ohne Grenzen im Jahr 2013 mit dem Engagementpreis ausgezeichnet.

## Schirmherren
Zu den Schirmherren der studentischen Hilfsorganisation gehören unter anderem die Bundesministerin der Justiz a. D. Herta Däubler-Gmelin und der Staatsminister im Auswärtigen Amt a. D. Gernot Erler sowie darüber hinaus der ehemalige Präsident der Tschechischen Republik Václav Havel und das Mitglied des Europäischen Parlaments Daniel Cohn-Bendit.

## Zielregionen
Maßgebliche Auswahlkriterien für die Stipendiaten in allen Projekten sind deren Bedürftigkeit und soziales Engagement. Die Bedürftigkeit wird für jede Zielregion speziell definiert. Die sozialen Projekte, an denen die Stipendiaten in ihren Heimatregionen arbeiten, können ganz unterschiedlich sein.

### Afghanistan
Das Projekt richtet sich vor allem an Bedürftige, deren Studium durch das Projekt gefördert bzw. ermöglicht werden soll.

### Burundi
In Burundi wird bedürftiger Schulabsolventen durch eine individuelle finanzielle Förderung ermöglicht, neben ihrem Hochschulstudium eigene soziale Projekte umsetzen zu können. Ähnlich wie in anderen Zielregionen handelt es sich um ein monatliches Stipendium.

### Guatemala
Die Förderung richtet sich ähnlich zu anderen Zielregionen an bedürftige Studierende. Eine Voraussetzung für das Stipendium ist, dass das soziale Projekt, zu dem die Stipendiaten sich verpflichten, der indigenen Bevölkerung zugutekommt und auf diese ausgerichtet ist.

### Sri Lanka
Die Studierenden erhalten eine Förderung nach Vorbild anderer Zielregionen. Zusätzlich liegt eine Kooperation mit dem Action Forum vor.

### Tschetschenien
Der Verein vergibt Stipendien an junge, leistungsbereite Studierende aus Tschetschenien und ermöglicht ihnen den Erwerb eines Hochschulabschlusses in Deutschland. Notwendige Bedingungen für die Förderung sind Bedürftigkeit und sehr gute akademische Leistungen. Bei der Auswahl der Stipendiaten spielt das geplante Projekt zum Wiederaufbau der eigenen Heimat eine entscheidende Rolle. Wichtige Kriterien sind hierfür die Nützlichkeit des Projektes für Tschetschenien, seine Realisierbarkeit sowie die tatsächliche Notwendigkeit, dass zur Umsetzung des Projektes ein Studium außerhalb Tschetscheniens absolviert wird.
Neben dem Stipendienprogramm hat dieses Projekt zum Ziel, die Universitätsbibliothek in Grosny mit deutsch- und englischsprachiger Literatur auszustatten.

### DR Kongo
Anders als beim Tschetschenien-Projekt fördert hier Studieren Ohne Grenzen Studierende direkt in der DR Kongo. An ausgewählte Kandidaten aus der nordkongolesischen Stadt Mweso (Nord-Kivu) werden Stipendien vergeben, die die Deckung ihrer Studiengebühren und ihrer Ausgaben für Studienmaterial sowie einen Zuschuss zu ihren Lebenshaltungskosten beinhalten. Die notwendigen Bedingungen für die Förderung sind auch hier Bedürftigkeit, besondere Begabung und ein eigenes konkretes und überzeugendes Entwicklungsprojekt.

## Sektionen in Europa und der Welt

### Frankreich
In Frankreich wurde Etudes Sans Frontières 2003 von Studierenden in Paris gegründet. Mittlerweile hat der Verein 21 Studierenden aus Tschetschenien in Frankreich (Paris und Lille) ein Studium ermöglicht. Zudem wurden mit dem italienischen Ableger von Studieren Ohne Grenzen ca. 20 Waisen in Ruanda in ihrer Ausbildung unterstützt, einem Dutzend hiervon auch eine Hochschulausbildung ermöglicht.

### Italien
In Italien wurde Studi Senza Frontiere 2006 in Rom gegründet. Bisher wurden zwei Studenten aus Tschetschenien unterstützt. Zudem wurden Hochschulstipendien für drei Studentinnen in Ruanda vergeben.

### Spanien
In Spanien wurde Studieren Ohne Grenzen (Estudios Sin Fronteras) 2007 in Valencia gegründet. Der Verein engagiert sich für Studierende in der Westsahara.

### Quebec, Kanada
In Kanada wurde Etudes Sans Frontières Québec 2006 in Montréal gegründet.

### Belgien
In Belgien wurde Etudes Sans Frontières Bélgique 2005 in Brüssel gegründet. Der Verein soll in erster Linie die Organisation bei den Institutionen der Europäischen Union repräsentieren.